# Буксирний майстер

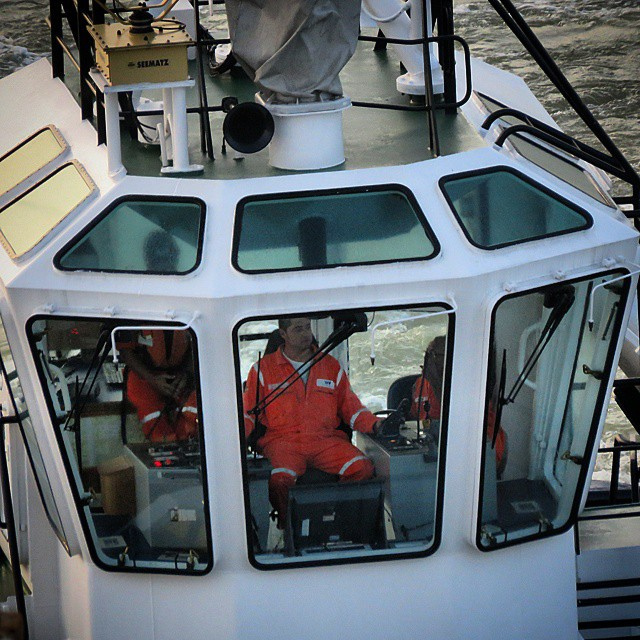

Буксирний майстер (рос. мастер буксирный; англ. towmaster; нім. Fachmann m im Seeschleppen) — при морському видобутку корисних копалин — фахівець з морської справи, який відповідає за пересування бурового устаткування із залученням для цієї мети буксирних суден.